# Филиппинское море
Филиппи́нское мо́ре (таг. Dagat Pilipinas, англ. Philippine Sea, кит. 菲律宾海, яп. フィリピン海, индон. Laut Filipina) — океаническое межостровное море Тихого океана, расположенное возле Филиппинского архипелага. Второе по величине море Земли (после Саргассова). Оно не имеет чётких сухопутных границ и отделено от океана группами островов: Японскими (Хонсю, Кюсю и Рюкю), островом Тайвань и Филиппинскими островами на западе, подводными хребтами и островами Идзу, Огасавара (Бонин), Кадзан и Марианскими на востоке, Яп и Палау на юго-востоке. Площадь 5 млн 726 тыс. км². Средняя глубина — 4108 м, максимальная — 10 994 ± 40 м (в Марианском жёлобе). Объём — 23 522 тыс. км³. Проходят течения Северное Пассатное и Куросио. Температура поверхности воды от 15—28 °C (на севере) до 27—29 °C (на юге). Солёность от 34,3 ‰ на севере до 35,1 ‰ на юге. Включает Филиппинскую и Западно-Марианскую котловины, разделенные подводным хребтом между островами Кюсю и Палау.
Активное рыболовство и китобойный промысел. Главные порты: Нагоя, Иокогама (Япония), Апра (о. Гуам).

## Рельеф дна
Рельеф дна имеет черты переходной зоны, здесь широко представлены крупные геоморфологические формы. Котловина моря обширна и сложна, она сравнима с ложем океана. Встречаются подводные горы, хребты большой протяженности (до 2500 км), подводные вулканы высотой до 3000 м, из которых над поверхностью воды выступают лишь немногие. Здесь расположен один из глубочайших желобов мира, Филиппинский, который и является наиболее глубоким местом в морской впадине.
В пределах подъёма Бенхам (Филиппинский подъём) находится самая большая вулканическая кальдера в мире Аполаки диаметром 150 км.

## Климат
На климат прежде всего влияет положение Филиппинского моря в северной части Тихого океана, вблизи Азии и его большая протяжённость, от 35° с. ш. до экватора. Море расположено в четырёх климатических поясах, субтропическом, тропическом, субэкваториальном, экваториальном. Сезонные различия проявляются заметно лишь в субтропическом. В субтропическом поясе преобладают муссоны, в тропическом — пассаты. В других частях моря встречаются и непостоянные ветры, часты тайфуны.
Скорость ветра различная. Зимой муссон имеет 4—6 м/с, пассат — 5—8 м/с, на севере — до 10 м/с, неустойчивые ветры — до 3 м/с. На северо-востоке моря наблюдается наиболее активная циклоническая деятельность, скорость ветра достигает 20—25 м/с.
Температура воздуха заметно повышается с севера на юг. В январе — феврале она составляет: 9—10 °C на севере, 18—24 °C в центральных районах моря, 25—27 °C — на юге.
Летом происходит перестройка барических полей. Перестает действовать Сибирский антициклон. Температура повсеместно повышается, в это время в Австралии зарождается обширный антициклон. Над всем морем господствует юго-восточный муссон. Преобладают устойчивые юго-восточные и северо-восточные ветры. Неустойчивые ветры действуют лишь в южной и юго-западной зоне.
Соленость воды сравнительно мало изменяется по разным участкам моря и близка к 34,5 ‰ в среднем.

## Морские течения
Основное течение здесь — Северное пассатное, оно движется на запад между 10 и 17 градусами с. ш. Разветвляется в районе островов Тайвань и Лусон. Одна ветвь называется Формозским течением, оно дает начало японскому течению Куро-Сиво, а другая ветвь уходит за пределы моря в районе Марианских островов. Ответвление, уходящее на юг, формирует Межпассатное противотечение на южной окраине.
Филиппинскому морю свойственны и большой водообмен с Тихим океаном, и различные сильные вертикальные движения вод.

## Биология
В основном район Филиппинского моря к югу от Японии беден биогенными элементами по сравнению с районом холодного Курильского течения (Оясио) и прибрежных вод. Более богаты фауной лишь места возле банок, рифов, подводных хребтов, где встречаются тунец, макрелещука, японский угорь, морские черепахи, летучие рыбы.